# Літак-амфібія

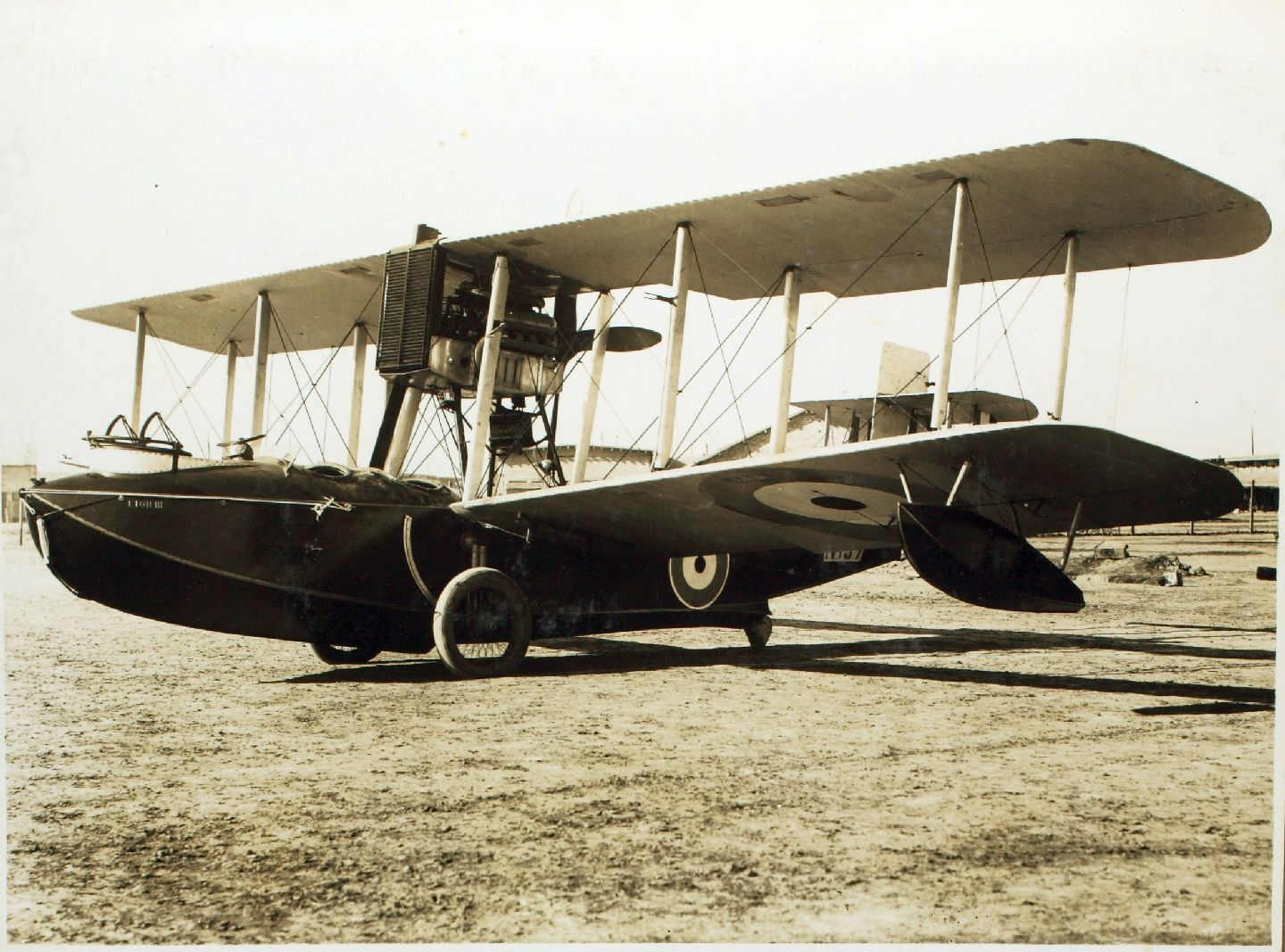
Британський літак-амфібія Vickers Viking, один з перших літаків цього класу

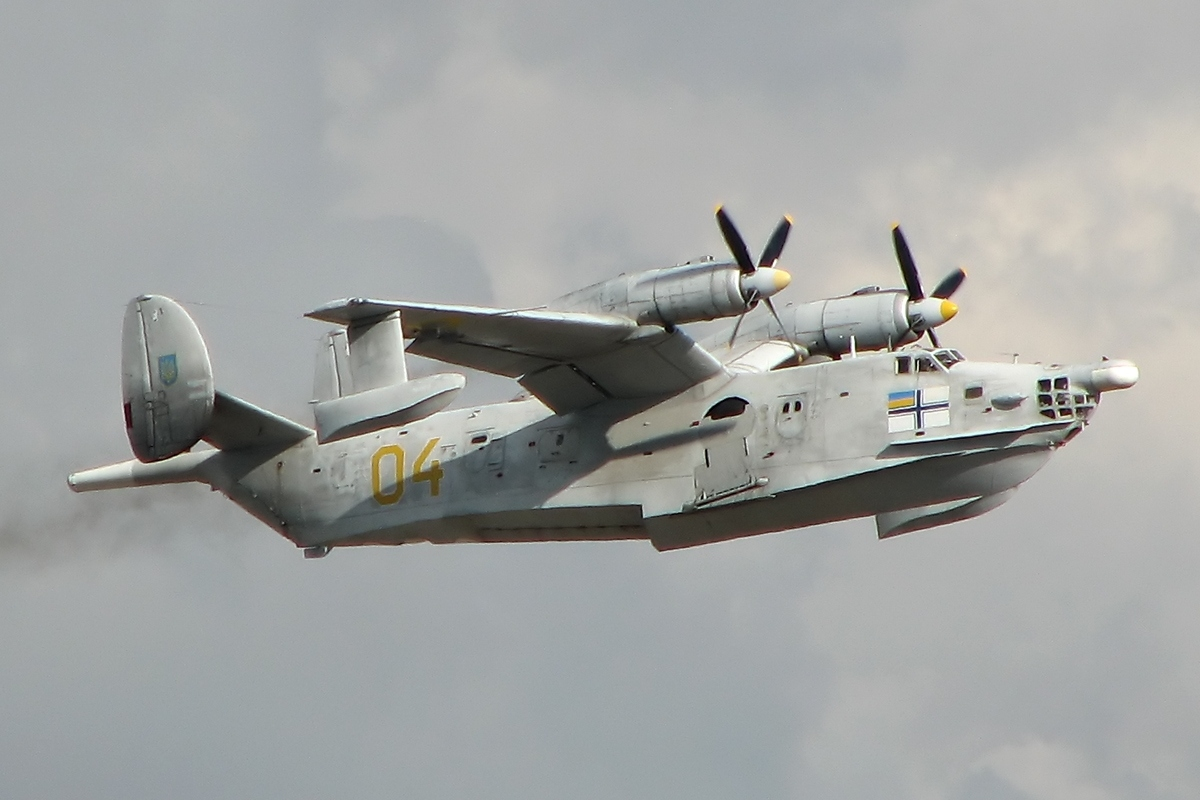
Радянський протичовновий літак-амфібія Бе-12 авіації ВМС України

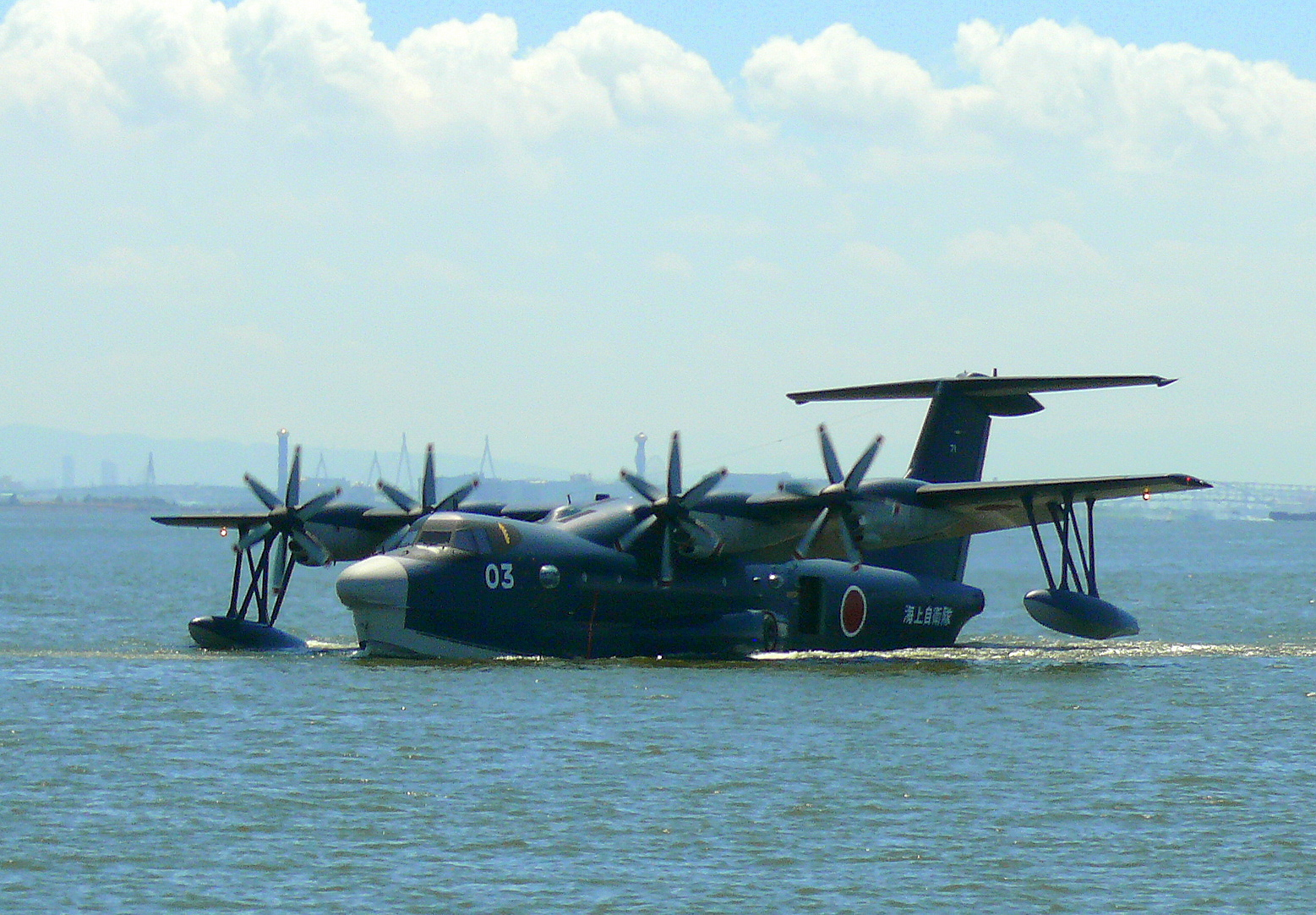
Японський літак-амфібія короткого зльоту та посадки (STOL) ShinMaywa US-2

Літак-амфібія — тип літака-гідроплана з фіксованим крилом, який може злітати і сідати як на тверду землю, так і на воду. Літаки-амфібії оснащені висувними шасі для посадки на тверду поверхню, за рахунок додаткової ваги та складності, а також зменшеної дальності та економії палива в порівнянні з літаками, призначеними лише або для суші або води. Деякі літаки-амфібії оснащені посиленими кілями, які виконують роль лиж, дозволяючи їм сідати на сніг або лід, з піднятими (прибраними) колесами.

## Відомі літаки-амфібії
| - Aeroprakt A-24 Viking - GAF Nomad - Harbin SH-5 - Saro Cutty Sark - Supermarine Sea Eagle - Short Sealand | - Vickers Viking - Vickers Valentia - Bombardier 415 - Canadair CL-215 - Savoia-Marchetti S.56 - Piaggio P.136 | - Бе-200 - Бе-8 - А-40 «Альбатрос» - Бе-12 - МДР-2 - Ш-2 - AVIC AG600 | - Heinkel He 57 - Dornier Seastar - Douglas Dolphin - Sikorsky S-38 - Sikorsky S-39 - Consolidated PBY Catalina - Grumman G-21 Goose | - Grumman JF Duck - Grumman HU-16 Albatross - Grumman G-73 Mallard - Grumman G-44 Widgeon - Loening OL - ShinMaywa US-2 |